# Victoire Terminus
Victoire Terminus es una película del año 2008.

## Sinopsis
Verano de 2006 en Kinshasa. Martini, Jeannette, Hélène y Rosette intercambian golpes a diario con el entrenador Judex en el viejo estadio Tata Rafael, el mismo donde, en 1974, Muhammad Ali noqueó a George Foreman en el combate más legendario de la historia del boxeo. Al amanecer, miles de personas procedentes de los barrios pobres vienen a entrenarse y a organizar reuniones políticas. Paralelamente a la lucha por la presidencia del Congo (RDC), Judex lucha para organizar un torneo de boxeo femenino, pero dispone de muy pocos fondos. Kinshasa canta, Kinshasa tiene hambre y las chicas de Judex consiguen sobrevivir a pesar de las desilusiones. Una película acerca de mujeres en un país donde los hombres se han vuelto locos…

## Premios
- London Film Festival (2008)